# Les Frangines
Les Frangines (с фр. — «Сестрёнки») — французский музыкальный дуэт в составе вокалисток и гитаристок Анны Косты (фр. Anne Coste) и Жасент Мадлен (Jacinthe Madelin), исполняющих акустическую музыку в жанрах французский шансон и поп-фолк.

## История
Дуэт состоит из двух подруг — Анн Кост и Жасент Мадлен. Они познакомились в возрасте 12 лет по дороге в школу в коммуне Ла Сель-Сен-Клу недалеко от Парижа. После окончания школы они отправились изучать языки по программе Эразмус в Валенсию, где получили от соучеников прозвище las hermanas (с исп. — «сёстры»). Только одна из девушек — Жасент имеет музыкальное образование (она в течение 15 лет изучала игру на флейте), обе выучились играть на гитаре по видео-урокам на Ютюбе.
В 2014 году подруги запустили собственный канал на Ютюбе, куда стали выкладывать песни в собственном исполнении — первоначально это были песни других авторов и исполнителей: Comets («Кометы») группы Cocoon, Vivre («Жить») группы Sclérose, La Déclaration («Заявление») группы Debout sur le Zinc, L'Amitié («Дружба») Франсуазы Арди и другие. Тогда же посредством краудфандинга они собрали деньги на создание первого профессионального видеоклипа.
В 2015 году они познакомились со звукорежиссёром и аранжировщиком Жозефом Нойей (фр. Joseph Noia), в сотрудничестве с которым они записали песни Demain dès l'Aube («Завтра на рассвете») на стихи Виктора Гюго и La Route («Дорога»), который получил более 1,6 млн. просмотров на Ютюбе.
16 марта 2018 года дуэт выпустил сингл Si j'osais («Если бы я посмела»), а 22 июня — свой первый мини-альбом Vagabondes («Бродяжки»).
8 марта 2019 года «сестрёнки» выпустили сингл Donnez-moi («Позвольте мне»), в течение 24 недель входивший во французские чарты и сертифицированный как золотой.
21 июня 2019 года вышел первый альбом, названный просто Les Frangines, в течение 88 недель входивший во французский хит-парад и сертифицированный как золотой. По итогам альбома у девушек состоялось множество концертов с аншлагами, в том числе, в таких знаковых концертных залах, как парижские «Трианон» 1 декабря и «Олимпия» 28 февраля следующего года.
Летом 2020 года Анн и Жасент приняли участие в популярной французской игровой телепередаче «Форт Боярд» (программа вышла в эфир 8 августа).
Вместе с другими исполнителями — такими, как Аксель Ред, Патрик Фьори, Madame Monsieur, Камелия Жордана, Карла, Джонатан и Жюльен Дассены и другими — дуэт принял участие в записи диска песен Джо Дассена À toi (Joe Dassin) («Тебе (Джо Дассен)»). Для этого сборника, который вышел 23 сентября 2020 года, девушки исполнили две песни знаменитого исполнителя: Les Champs-Élysées («Елисейские Поля») и Il était une fois nous deux («Жили-были мы»).

## Дискография

### Альбомы
| Год                                    | Название      | Позиция в чартах | Позиция в чартах | Позиция в чартах | Позиция в чартах | Сертификация |
| Год                                    | Название      | BE               | FR               | CH               | EUR              | Сертификация |
| -------------------------------------- | ------------- | ---------------- | ---------------- | ---------------- | ---------------- | ------------ |
| 2019                                   | Les Frangines |                  | 18               |                  |                  | платиновый   |
| Источники: Apple Music, Ultratop, SNEP |               |                  |                  |                  |                  |              |

### Синглы
| Год                                    | Название                                        | Позиция в чартах | Позиция в чартах | Позиция в чартах | Позиция в чартах | Сертификация |
| Год                                    | Название                                        | BE               | FR               | CH               | EUR              | Сертификация |
| -------------------------------------- | ----------------------------------------------- | ---------------- | ---------------- | ---------------- | ---------------- | ------------ |
| 2018                                   | Si j’osais — Single                             |                  |                  |                  |                  |              |
| 2018                                   | Mon bagage — Single                             |                  |                  |                  |                  |              |
| 2018                                   | Vagabondes — EP                                 |                  |                  |                  |                  |              |
| 2019                                   | Ensemble                                        |                  |                  |                  |                  |              |
| 2019                                   | Accroché à ma terre                             |                  |                  |                  |                  |              |
| 2019                                   | Donnez-moi                                      |                  | 84               |                  |                  | платиновый   |
| 2020                                   | Pour une seconde                                |                  |                  |                  |                  |              |
| 2020                                   | Il était une fois nous deux (À toi, Joe Dassin) |                  |                  |                  |                  |              |
| 2020                                   | Ensemble (Version acoustique)                   |                  |                  |                  |                  |              |
| 2021                                   | Notre-Dame                                      |                  |                  |                  |                  |              |
| 2021                                   | Devenir quelqu’un                               |                  |                  |                  |                  |              |
| 2022                                   | Notes                                           |                  |                  |                  |                  |              |
| Источники: Apple Music, Ultratop, SNEP |                                                 |                  |                  |                  |                  |              |